# Birdman oder (Die unverhoffte Macht der Ahnungslosigkeit)
Birdman oder (Die unverhoffte Macht der Ahnungslosigkeit) ist eine US-amerikanische schwarze Komödie von Alejandro González Iñárritu. Der Film, der Michael Keaton als Titelhelden sowie Zach Galifianakis, Edward Norton, Andrea Riseborough, Amy Ryan, Emma Stone und Naomi Watts in weiteren Rollen zeigt, wurde bei der Oscarverleihung 2015 als bester Film ausgezeichnet.
Der Film wurde 2014 bei den Internationalen Filmfestspielen von Venedig uraufgeführt und lief am 17. Oktober 2014 in den nordamerikanischen Kinos an. In den deutschen Kinos war Birdman ab dem 29. Januar 2015 zu sehen.

## Handlung
Schauspieler Riggan Thomson war vor langer Zeit weltbekannt für seine Darstellung des Superhelden Birdman in dem gleichnamigen Blockbuster und dessen beiden Fortsetzungen. Danach verlief seine Karriere zunehmend trostlos; seine psychische Bindung an diese Figur nahm hingegen überhand und kontrolliert nun sein Leben. Er hört Stimmen seines Alter Ego und glaubt, er hätte telekinetische Fähigkeiten.
Mit einem ambitionierten Theaterprojekt am Broadway will Thomson seine Karriere wiederbeleben. Hierfür hat er Raymond Carvers Kurzgeschichte What We Talk About When We Talk About Love für die Bühne adaptiert und agiert gleichzeitig als Regisseur und Hauptdarsteller. Sein bester Freund Jake fungiert als Produzent.
Problematisch ist auch Thomsons Verhältnis zu seiner Tochter Sam, die er nach ihrer Entlassung aus der Entzugsklinik als Produktionsassistentin angeheuert hat. Im Laufe der Proben und Vorpremieren fällt eine Leuchte auf den Nebendarsteller Ralph. Auf Lesleys Vorschlag wird Ralph durch den brillanten, aber egoistischen Broadway-Schauspieler Mike Shiner ersetzt. Die ersten Vorpremieren sind katastrophal, da Mike immer wieder für Schwierigkeiten sorgt. Riggan gerät ständig mit Mike aneinander, was in einer Schlägerei gipfelt, nachdem Riggan ein Interview der New York Times mit Mike gelesen hat. In dem Interview „stiehlt“ Mike Riggans Intention und behauptet, die Aufführung des Stücks von Raymond Carver sei ihm zu verdanken. Jake überredet Riggan dennoch, mit dem Theaterprojekt fortzufahren. Als Riggan seine Tochter Sam mit Marihuana erwischt, beschimpft und tadelt er sie. Doch sie weist ihn beleidigt zurecht und erklärt ihm, er sei irrelevant und die Inszenierung des Stücks befriedige letztlich nur seine eigene Eitelkeit.
Während der letzten Vorschau sperrt sich Riggan versehentlich durch den Notausgang aus. Er ist gezwungen, seinen eingeklemmten Bademantel abzulegen und halbnackt in seinen engen weißen Slips durch die Menschenmenge über den Times Square zu laufen. Es bleibt ihm keine andere Möglichkeit, als nur in seiner Unterhose die Bühne über den Vordereingang des Theaters zu betreten, um die finale Szene zu spielen. Seine Tochter wartet nach der Show in seiner Umkleidekabine. Sie findet die Aufführung sehr ungewöhnlich, aber interessant. Sie zeigt ihm, dass sich das Filmmaterial vom Times Square rasend schnell viral verbreitet und erklärt ihm, dass dies hilfreich für seine Karriere sein könnte.
Riggan betrinkt sich in einer Bar, wo er versucht, die zynische und einflussreiche Kritikerin Tabitha Dickinson in ein Gespräch über seinen schauspielerischen Werdegang zu verwickeln. Sie gibt sich abweisend und kündigt an, sein Stück mit einer vernichtenden Rezension zu „verreißen“, ohne es überhaupt gesehen zu haben, da verwöhnte Hollywood-Schauspieler wie er auf künstlerisch anspruchsvollen Schauspielbühnen nichts zu suchen hätten. Auf dem Rückweg kauft Riggan Alkohol, trinkt diesen und bricht alkoholisiert zusammen. Am nächsten Tag geht er mit einem schweren Kater ins Theater und unterhält sich mit seiner Kunstfigur Birdman. Diese versucht ihn davon zu überzeugen, das Stück abzubrechen und stattdessen einen vierten Birdman-Film zu drehen. Riggan stellt sich vor, wie er durch die Straßen von Manhattan fliegt, bevor er im Theater ankommt.
Die Premiere verläuft sehr gut. In seiner Umkleidekabine gesteht ein seltsam ruhiger Riggan seiner Ex-Frau Sylvia, dass er vor einigen Jahren versucht habe, sich im Meer zu ertränken, nachdem sie ihn bei einer Affäre erwischt hatte. Er erzählt ihr auch von der Birdman-Stimme. Nachdem Sylvia gegangen ist, nimmt Riggan eine echte Waffe für die letzte Szene, in der sein Charakter Selbstmord begeht. Am Ende der Aufführung schießt sich Riggan auf der Bühne vor den Augen des Publikums in den Kopf. Diese gehen von einer gelungenen Inszenierung aus und geben ihm einen tosenden Beifall.
Riggan wacht in einem Krankenhaus auf – der Selbstmordversuch hat ihm lediglich die Nase zerstört, die bereits chirurgisch rekonstruiert wurde. Tabitha Dickinson hat eine positive Rezension des Stücks veröffentlicht und den Selbstmordversuch als genau das Ereignis bezeichnet, das das amerikanische Theater brauchte. Sam besucht ihn mit Blumen und macht ein Foto von ihm, um es mit der steigenden Anzahl von Followern auf Twitter zu teilen. Das Konto hat sie für ihn erstellt. Während sie nach draußen geht, um eine Vase zu finden, geht Riggan ins Badezimmer, entfernt die Bandagen, die seine geschwollene neue Nase enthüllen, und verabschiedet sich von Birdman, der auf der Toilette sitzt. Fasziniert von den Vögeln, die vor seinem Zimmer fliegen, öffnet er das Fenster, schaut zu ihnen hoch und klettert dann auf den Sims. Als seine Tochter das Krankenzimmer betritt und ihn sucht, findet sie es leer und mit geöffnetem Fenster vor. Zuerst blickt sie ängstlich nach unten, dann richtet sich ihr Blick nach oben und sie lächelt.

## Produktion

### Dreharbeiten

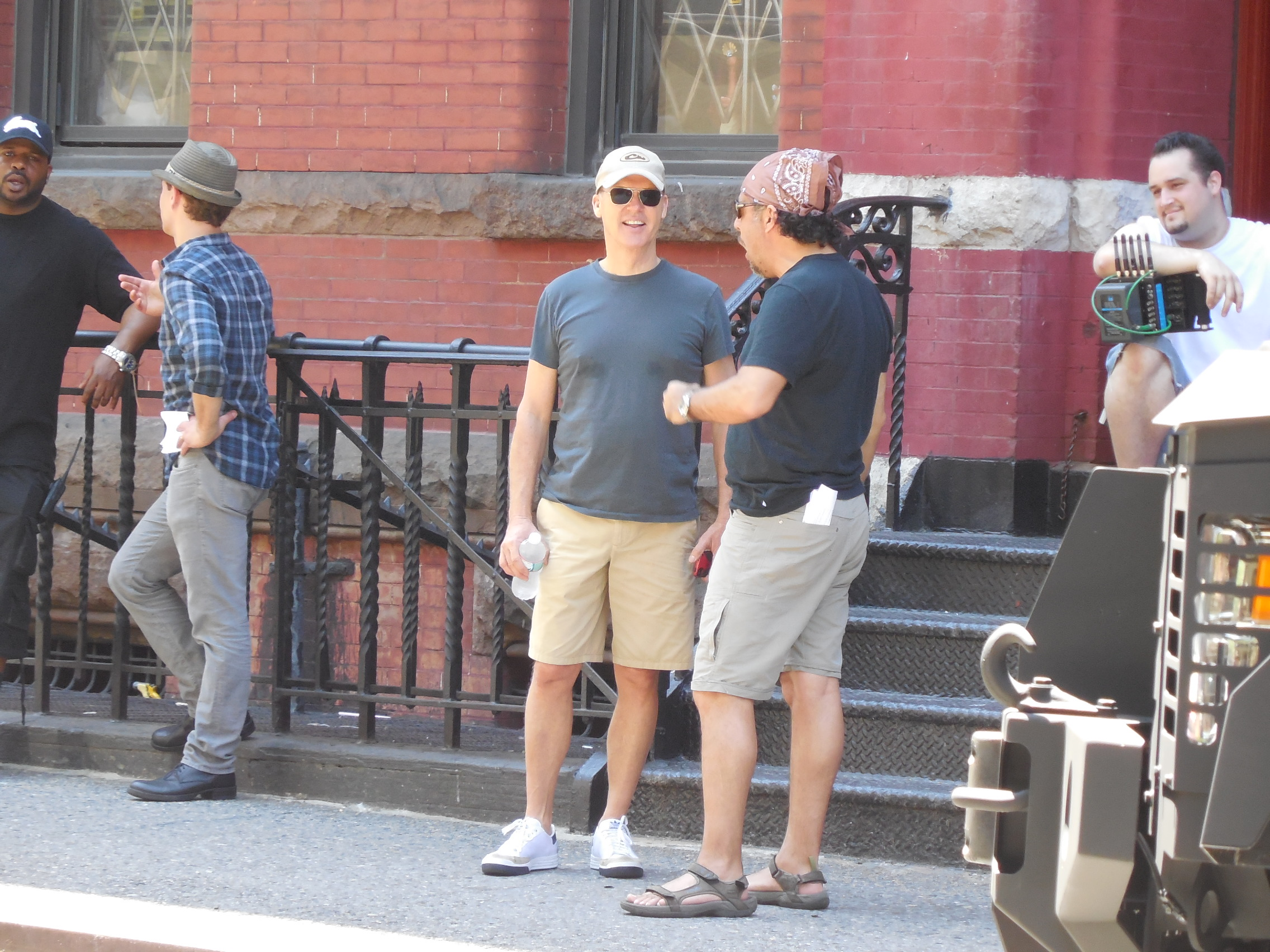
Michael Keaton im Gespräch mit Alejandro G. Iñárritu bei den Dreharbeiten auf der Manhattaner 43rd Street.

Die Dreharbeiten begannen im März 2013 in New York, wobei Szenen im Theater über dreißig Drehtage in Anspruch nahmen. Ein Großteil des Films wurde im und nahe dem St. James Theatre in der 44th Street in New York gedreht. Die Sequenzen in einer nahegelegenen Bar wurden im Rum House in der 48th Street gedreht; mit digitalen Tricks wurde sie anschließend in die Nähe des St. James Theatre gerückt.
Abgesehen von den Eröffnungsszenen und dem Schluss erweckt der Film den Eindruck, er wäre ohne Schnitt in einer einzigen Einstellung gedreht worden. Die Kamera von Emmanuel Lubezki vollzieht im Theater und rund um das Gebäude große dynamische Fahrten, die per digitalem Schnitt unsichtbar miteinander verbunden wurden. Die Drehbuchautoren behaupten, die Idee dieser Tricktechnik sei von Regisseur Iñárritu, dem allerdings von „großen“ und „wichtigen“ Leuten abgeraten worden sei, diese Technik einzusetzen.
Der Teppich, der sich im Backstage-Bereich des Theaters auf dem Boden befindet, hat dasselbe Muster, wie derjenige, der bei Shining von Stanley Kubrick im Hotel verlegt ist.

### Musik
Am 7. Januar 2014 stand Antonio Sánchez als Filmmusikkomponist fest. Der Soundtrack wurde kurz vor der Veröffentlichung des Films, am 14. Oktober 2014, veröffentlicht.

### Einspielergebnisse
Die Produktionskosten von Birdman wurden auf 18 Millionen US-Dollar geschätzt. Weltweit spielte er über 103 Millionen US-Dollar  ein, davon knapp 42,3 in den USA und Kanada.

## Synchronisation
Die Synchronisation entstand nach einem Synchronbuch und der Synchronregie von Marius Clarén, im Auftrag der RC Production Kunze & Wunder GmbH & Co. KG.
| Rolle             | Darsteller         | Synchronsprecher   |
| ----------------- | ------------------ | ------------------ |
| Riggan Thomson    | Michael Keaton     | Joachim Tennstedt  |
| Jake              | Zach Galifianakis  | Michael Iwannek    |
| Mike Shiner       | Edward Norton      | Andreas Fröhlich   |
| Laura             | Andrea Riseborough | Anna Grisebach     |
| Sylvia            | Amy Ryan           | Sabine Falkenberg  |
| Sam Thomson       | Emma Stone         | Anja Stadlober     |
| Lesley            | Naomi Watts        | Claudia Lössl      |
| Annie             | Merritt Wever      | Friederike Walke   |
| Tabitha Dickinson | Lindsay Duncan     | Katharina Lopinski |

## Rezeption

### Kritiken
Birdman wurde überwiegend positiv aufgenommen. Filmkritik-Aggregator Rotten Tomatoes errechnete 93 % positive Bewertungen, basierend auf 172 Rezensionen, während Metacritic 89 von 100 Punkten vergab. Lob gab es für nahezu alle Aspekte des Films, vor allem für die Regie, die Story, die Kameraführung, das Konzept, die Musik und die Darstellung der Charaktere. Gerade Michael Keatons schauspielerische Leistung wurde immer wieder hervorgehoben.
Barbara Schweizerhof von epd Film vergab 4 von 5 Sternen und zeigte sich ebenfalls begeistert von dieser „technisch virtuose[n] Satire zum Los der Schauspieler und der Filmbranche heute, […] die in meisterlicher Weise gleichzeitig feiert, was sie beklagt“. Neben dem Drehbuch, in dessen Dialogen sich „Scharfzüngigkeiten, Geistesblitze und trockene »Oneliner« in so dichter Weise“ drängen, „dass man den Film – allein, um alles mitzubekommen – ein zweites und drittes Mal anschauen“ müsse, lobte sie vor allem auch die technische Umsetzung, die „der Erzählung den Charakter eines fiebrigen Bewusstseinsstroms“ verleihe.
Ian Haydn Smith, freier Autor und Herausgeber des Magazins der britischen Arthouse-Kinokette „Curzon“, schreibt in seiner Besprechung, dass der Film für den Hauptdarsteller Michael Keaton die beste Rolle seit Ray Nicolette in den beiden Verfilmungen der Werke Elmore Leonards (Jackie Brown und Out of Sight) sei. Keaton habe immer noch diese Vitalität, die von Regisseur Iñárritu so „kanalisiert“ werde, dass das Porträt eines von „Dämonen gejagten und von Versagensängsten geplagten Egozentrikers entstehe.“ Der Effekt, dass der Film versucht so zu wirken, als wäre er in einer Einstellung gedreht worden (wie Hitchcocks Cocktail für eine Leiche) ist für den Kritiker beachtlich, selbst wenn er sich diesmal nicht auf einen Raum beschränke. Insgesamt ist der Film für ihn „eine temporeiche, oft intelligente Komödie, die sich, anders als einige von Iñárritus früheren Filmen, nie selbst zu ernst nimmt“.

### Auszeichnungen und Nominierungen
Oscars

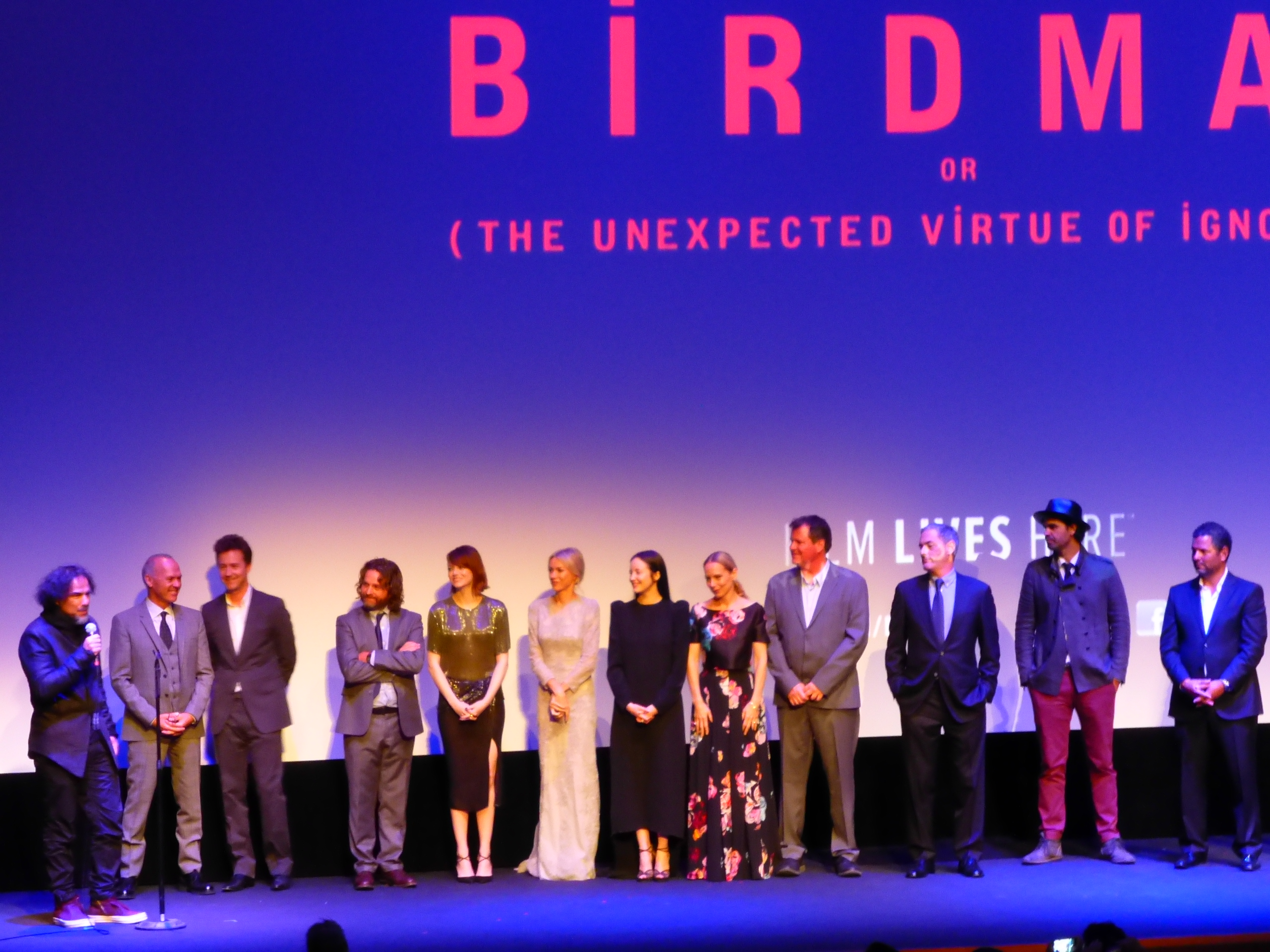
Das Ensemble bei der Abschlussveranstaltung des New York Film Festival 2014

- Auszeichnung in der Kategorie Bester Film für Alejandro G. Iñárritu, John Lesher und James W. Skotchdopole
- Auszeichnung in der Kategorie Beste Regie für Alejandro G. Iñárritu
- Auszeichnung in der Kategorie Beste Kamera für Emmanuel Lubezki
- Auszeichnung in der Kategorie Bestes Originaldrehbuch für Alejandro G. Iñárritu, Nicolás Giacobone, Alexander Dinelaris, Jr. und Armando Bó
- Nominierung in der Kategorie Bester Hauptdarsteller für Michael Keaton
- Nominierung in der Kategorie Bester Nebendarsteller für Edward Norton
- Nominierung in der Kategorie Beste Nebendarstellerin für Emma Stone
- Nominierung in der Kategorie Bester Ton für Jon Taylor, Frank A. Montaño und Thomas Varga
- Nominierung in der Kategorie Bester Tonschnitt für Martín Hernández und Aaron Glascock

Golden Globe
- Auszeichnung in der Kategorie Bester Hauptdarsteller – Komödie oder Musical für Michael Keaton
- Auszeichnung in der Kategorie Bestes Filmdrehbuch für Alejandro González Iñárritu, Nicolás Giacobone, Alexander Dinelaris, Jr. & Armando Bó
- Nominierung in der Kategorie Bester Film – Komödie oder Musical
- Nominierung in der Kategorie Beste Regie für Alejandro González Iñárritu
- Nominierung in der Kategorie Bester Nebendarsteller für Edward Norton
- Nominierung in der Kategorie Beste Nebendarstellerin für Emma Stone
- Nominierung in der Kategorie Beste Filmmusik für Antonio Sánchez

Gotham Award
- Auszeichnung in der Kategorie Bester Film
- Auszeichnung in der Kategorie Bester Hauptdarsteller für Michael Keaton

Independent Spirit Award
- Auszeichnung in der Kategorie Bester Film
- Auszeichnung in der Kategorie Bester Hauptdarsteller für Michael Keaton
- Auszeichnung in der Kategorie Beste Kamera für Emmanuel Lubezki
- Nominierung in der Kategorie Beste Regie für Alejandro González Iñárritu
- Nominierung in der Kategorie Bester Nebendarsteller für Edward Norton
- Nominierung in der Kategorie Beste Nebendarstellerin für Emma Stone

Internationale Filmfestspiele von Venedig
- Nominierung für den Goldenen Löwen
- Auszeichnung mit dem Kleinen Goldenen Löwen für Alejandro González Iñárritu
- Auszeichnung mit dem P. Nazareno Taddei Award für Alejandro González Iñárritu
- Auszeichnung mit dem Future Film Festival Digital Award für Alejandro González Iñárritu
- Auszeichnung mit dem Soundtrack Stars for Best Score Award für Antonio Sánchez

National Board of Review
- Auszeichnung als einer der Top-Ten-Filme
- Auszeichnung in der Kategorie Bester Hauptdarsteller für Michael Keaton
- Auszeichnung in der Kategorie Bester Nebendarsteller für Edward Norton

Satellite Award
- Auszeichnung in der Kategorie Bester Film
- Auszeichnung in der Kategorie Bester Hauptdarsteller für Michael Keaton
- Auszeichnung in der Kategorie Beste Filmmusik für Antonio Sánchez
- Nominierung in der Kategorie Beste Regie für Alejandro González Iñárritu
- Nominierung in der Kategorie Bester Nebendarsteller für Edward Norton
- Nominierung in der Kategorie Beste Nebendarstellerin für Emma Stone
- Nominierung in der Kategorie Bestes Originaldrehbuch für Alejandro González Iñárritu, Nicolás Giacobone, Alexander Dinelaris, Jr. & Armando Bó
- Nominierung in der Kategorie Beste Kamera für Emmanuel Lubezki
- Nominierung in der Kategorie Bester Filmschnitt für Douglas Crise & Stephen Mirrione
- Nominierung in der Kategorie Bestes Szenenbild für George DeTitta junior, Kevin Thompson & Stephen H. Carter

Screen Actors Guild Award
- Auszeichnung in der Kategorie Bestes Schauspielensemble
- Nominierung in der Kategorie Bester Hauptdarsteller für Michael Keaton
- Nominierung in der Kategorie Bester Nebendarsteller für Edward Norton
- Nominierung in der Kategorie Beste Nebendarstellerin für Emma Stone

Weitere
- 2016: César, Bester ausländischer Film